# Nado sincronizado nos Jogos Olímpicos de Verão de 1996
O nado sincronizado nos Jogos Olímpicos de Verão de 1996 foi realizado em Atlanta, Estados Unidos.
O nado sincronizado é um dos três esportes olímpicos praticado apenas por mulheres. Os outros são o softbol e a ginástica rítmica.

## Equipes
| Ouro | Prata | Bronze |
| Estados Unidos Suzannah Bianco Tammy Cleland Becky Dyroen-Lancer Heather Pease Jill Savery Nathalie Schneyder Heather Simmons-Carrasco Jill Suddeth Emily Lesueur Margot Thien | Canadá Karen Clark Sylvie Frechette Janice Bremner Karen Fonteyne Christine Larsen Erin Woodley Cari Read Lisa Alexander Valerie Hould-Marchand Kasia Kulesza | Japão Miya Tachibana Akiko Kawase Rei Jimbo Miho Takeda Raika Fujii Miho Kawabe Junko Tanaka Riho Nakajima Mayuko Fujiki Kaori Takahashi |